# Бои за Саур-Могилу (2014)
Бои за Саур-Могилу (укр. Бої за Савур-Могилу) — вооружённые столкновения между силами самопровозглашённой ДНР и украинскими вооружёнными силами за расположенный в Шахтёрском районе Донецкой области курган Саур-Могила (277,9 м) летом 2014 года. Стратегическая важность высоты связана с тем, что она возвышается над прилегающими степными пространствами, позволяя контролировать большой участок границы России с Украиной. С вершины кургана просматривается территория радиусом в 30–40 километров. В хорошую погоду с Саур-Могилы видно Азовское море, расположенное в 75 км к югу, поэтому контроль над горой фактически обеспечивает выход и к морю.

## Хроника боевых действий
5 июня бои велись в районе таможенного пункта Мариновка к югу от высоты.

8 июня войска ДНР укрепились в городе Снежное, к северу от высоты.
12 июня, в рамках операции по восстановлению контроля над границей, украинские войска в составе одной роты 79-й ОАБ при поддержке разведгруппы 3-го полка спецназа выдвинулась для штурма высоты Саур-Могила, но попали в засаду и не смогли выполнить боевую задачу. Общие потери украинских силовиков составили 2-е убитых и 27 раненых. Не имея времени подготовить штурм, десантники обошли Саур-Могилу, и двинулись дальше.
3 июля секретарь СНБО Андрей Парубий отчитался об уничтожении артиллерийским ударом «опорного пункта террористов» на кургане Саур-Могила. По словам представителей ДНР, 6 июля состоялась ещё одна атака на высоту, на этот раз силами батальона «Азов». Обороняющимся удалось отразить атаку. Российские СМИ утверждали, что в итоге батальон «Азов» потерял 70–80 % убитыми и ранеными и был отведён в тыл украинской армии на переформирование. Заместитель командира батальона Игорь Мосийчук на Youtube информацию о разгроме батальона опроверг.
В середине июля 2014 года контролируемая вооружёнными формированиями высота стала играть важную роль в окружении 5-тысячной группировки украинской армии («Южный (Изваринский) котёл»): с высоты простреливался единственный маршрут, по которому попавшим в окружение частям могло поступать подкрепление. В окружение попали 72-я, 79-я аэромобильная и 24-я механизированная бригады Министерства обороны Украины, а также по словам бойцов ДНР, территориальный батальон «Шахтёрск» и часть батальона «Азов».
23 июля в районе Саур-Могилы, в ходе продолжающегося блокирования «Изваринского котла», силами ДНР были сбиты из ПЗРК два Су-25 Украинских ВВС.
27 июля ВСУ начали обстрел Саур-Могилы из артиллерийских и реактивных установок.
Утром 28 июля после арт подготовки ВСУ перешли в наступление на Саур-Могилу. 
28 июля начальник Генштаба ВС Украины Виктор Муженко сообщил, что стратегическая высота взята под контроль Вооружёнными силами Украины. Однако министр обороны ДНР Игорь Стрелков сообщил о сохранении контроля ДНР над высотой. На 1 августа о контроле над высотой также заявляли обе стороны.
4 и 5 августа украинские военные силами отдельных подразделений из состава 51-й, 25-й бригад, 3-го полка спецназа и сводной группы участников добровольческих формирований предпринимали попытки штурма высоты, но, попадая под сильный миномётный, а позже — прицельный артиллерийский огонь, с потерями отступили.
6 августа командир сводной батальонно-тактической группы 51-й отдельной механизированной бригады Павел Процюк был отстранён от должности и отдан под суд военного трибунала по обвинению в невыполнении приказа по взятию Саур-Могилы. В этот же день украинская артиллерия и танки провели попытку разбить укрепления сепаратистов на Саур-Могиле, но безуспешно.
7 августа, Штурмом удалось выбить последних шесть сепаратистов , которые были вынуждены отступить. После отступления с высоты основных сил ДНР, курган Саур-Могила был взят украинской армией штурмом.
9 августа Александр Ходаковский сообщил, что бойцы ДНР оставили Саур-Могилу, которая перешла под контроль вооружённых сил Украины. Со слов начальника генерального штаба ВСУ Муженко, в боях за Саур-Могилу активно использовалось тактическое ракетное оружие: «В июле-августе 2014 года, в связи с недосягаемостью объектов противника для других огневых средств во время боёв за Саур-Могилу, 1 РДН 19 РБР выполнял задачи по общей, а иногда и непосредственной, поддержке подразделений ВСУ. В ходе выполнения задач было приведено в исполнение до 20-ти групповых и одиночных ракетных ударов по сосредоточениям личного состава и техники противника с привлечением от 1 до 4 пусковых установок „Точка“. По результатам нанесения ударов большинство объектов были поражены».
13-14 августа, после нескольких дней интенсивных артиллерийских обстрелов, неся значительные потери в живой силе и технике, 3-й батальон 30-й мехбригады из Новоград-Волынского начал беспорядочный и неорганизованный отход с позиций в селе Степановка, что сильно усложнило положение украинских военных в районе Саур-Могилы. Позже Степановка была занята подразделениями ДНР.
17 августа в своём микроблоге в Facebook Семён Семенченко отметил, что «В последние дни несмотря на странные мантры СМИ — „боевики в агонии и уже разбегаются“ — ситуация наоборот осложнилась», поскольку продолжаются «серьёзные бои на Саур-Могиле, (нас) контратакуют».
21 августа подразделения ДНР взяли под контроль Петровское, отрезав последнюю линию снабжения украинских военных, находившихся на Саур-Могиле. В тот же день в результате обстрела «Градами» обелиск Саур-Могилы обрушился.
26 августа штаб ДНР сообщил, что был возвращён контроль над Саур-Могилой. В то же время обозреватель информцентра СНБО Андрей Лысенко сделал заявление, что она остаётся под контролем украинских военных.
28 августа российский Первый канал показал репортаж с высоты 277,9 о бойцах ДНР возле памятника советским воинам. Украинские войска численностью более 4 тысяч человек отступили и, более того, оказались окружёнными в Южном котле. Занятие высоты позволило войскам ДНР выйти к Азовскому морю и взять под свой контроль Новоазовск с прилегающим к нему 40-километровым участком азовского побережья.

## Память
- 7 декабря 2014 года на Саур-Могиле силами ДНР была произведена закладка памятной капсулы на месте будущей памятной часовни[31].
- 10 сентября 2015 года в Донецке была открыта памятная доска в память о герое ДНР Олеге Гришине, погибшем в ходе боёв за высоту[32][33][34].
- В 2021 году в школьном музее Ивановской школы Кропивницкого района открыли постоянно действующую экспозицию, посвященную подполковнику ВС Украины Сенчеву Сергею Алексеевичу, погибшем в ходе боёв за высоту.

## Топографические карты
- Лист карты L-37-6 Куйбышево. Масштаб: 1 : 100 000. Состояние местности на 1989 год. Издание 1993 г.